# 陈竺
陈竺（1953年8月17日—），汉族，祖籍江苏镇江，生于上海，中华人民共和国血液学家、分子生物学家，中华人民共和国政治人物，原副国级领导人，上海第二医学院医疗系一部血液病学硕士、法国巴黎第七大学血液学研究所肿瘤发病基础专业博士，教授、研究员（中华人民共和国正高级职称）、中国科学院院士、美国国家科学院外籍院士、法国科学院外籍院士、上海交通大学医学院教授、上海交通大学医学院附属瑞金医院终身教授、末任中华人民共和国卫生部部长。曾任欧美同学会（中国留学人员联谊会）理事会会长、中国农工民主党中央委员会主席、第十二届、十三届全国人大常委会副委员长、中国红十字会会长，以及红十字会与红新月会国际联合会副会长。

## 生平

### 早年
陈竺的父亲陈家伦和母亲许曼音都是内分泌专家，所以从小他就有了学医的理想。
中学毕业后，陈竺作为知青，于1970年4月下放到江西省信丰县小江人民公社山香生产大队的老圳头生产队。1973年11月，陈竺离开信丰，来到江西省横峰县凭着自学成为一名“赤脚医生”。1975年，他被推荐到江西省上饶地区卫生学校医士专业学习。1977年11月至1978年9月留校任内科教研组教师。

### 血液病学家
1978年，陈竺被推荐到上海第二医学院附属瑞金医院内科进修。当年10月，高校恢复研究生招生考试，陈竺以总分第二、血液学专业第一的好成绩被录取，师从血液病学专家王振义；并于1981年获血液病学硕士学位。
毕业后，陈竺成为瑞金医院血液病研究室的一名内科住院医师。1984年，获机会前往法国求学；在巴黎第七大学圣路易医院血液中心实验室任外籍住院医师，并攻读博士学位，主修分子生物学。后做博士后研究。1986年1月，陈竺的夫人、研究生同学陈赛娟来到陈竺所在研究所攻读细胞遗传学博士学位，两人合作发表了6篇论文，在白血病分子生物学研究领域取得了重要成果。
1989年7月，陈竺夫妇回国。此后，他牵头承担了一大批国家重点科研项目，在血液学、分子生物学等领域取得了很多突破性成果。历任瑞金医院内科主治医师，上海血液学研究所分子生物学中心实验室主任、研究员，上海血液学研究所副所长、所长。1995年11月3日，陈竺当选中国科学院生物学部院士，是当时中国医学界最年轻的院士。
1997年出任上海市科协副主席；1998年，出任中国国家人类基因组南方研究中心主任，成为973计划首席科学家；2000年10月，出任中国科学院副院长。2001年6月，中国科学技术协会第六次全国代表大会召开，并选举其出任第六届全国委员会常务委员。

### 卫生部部长
2007年6月29日，被第十届全国人大常委会第二十八次会议决定为中华人民共和国卫生部部长人选，接替高强；成为中华人民共和国继傅作义1974年卸任水利部部长后数十年，第二位非中共人士担任正职部长职务（第一位是致公党中央主席万钢担任科技部部长）。2012年9月，陈竺加入中国农工民主党；同年12月，接替桑国卫，成为新一届农工民主党中央主席。

### 全国人大常委会副委员长
2013年3月，当选第十二届全国人民代表大会常务委员会副委员长，跻身党和国家领导人行列。2018年3月连任为第十三届全国人大常委会副委员长。
2014年2月21日，欧美同学会·中国留学人员联谊会第七届理事会第一次会议召开，选举其出任第七届理事会会长。
2015年5月6日，在中国红十字会第十次全国会员代表大会会议上，陈竺当选为中国红十字会会长。2017年11月8日，在红十字会与红新月会国际联合会第21次会议上当选副会长
2020年12月7日，美国国务院宣布因香港问题制裁第十三届全国人大常委会全部14名副委员长，陈竺在列其中。
2022年12月8日，不再担任农工党中央主席。
2023年3月，陈竺在十四届全国人大一次会议后卸任全国人大常委会副委员长退休。

## 学术研究
陈竺长期从事人类白血病和基因的研究工作。他提出的白血病“协同靶向治疗”观点，为肿瘤细胞的选择性分化、凋亡治疗开辟了新路。自1994年，陈竺就开始参与中国人类基因组计划的运筹、组织和管理工作，组建了中国第一个国家级基因組研究中心——国家人类基因组南方研究中心以及上海系统生物医学研究中心。

## 职务
学术职务
- 上海交通大学医学院教授、上海交通大学医学院附属瑞金医院终身教授
- 中华医学会遗传学会副主任委员
- 中国遗传学会人类遗传学专业委员会主任委员
- 国家“863计划”生物与现代农业技术领域专家咨询委员会主任
- 国家“973计划”首席科学家之一
- 国际血友病联盟成员
- 国际人类基因组组织顾问委员会成员

官方职务
- 第十二届、十三届全国人民代表大会常务委员会副委员长（2013年3月－2023年3月）
- 中华人民共和国卫生部部长（2007年6月－2013年3月）
- 中国农工民主党中央委员会主席（2012年12月－2022年12月）
- 中国红十字会会长（2015年5月6日至今）
- 欧美同学会·中国留学人员联谊会会长
- 中国科学技术协会常务委员、上海市科学技术协会副主席
- 国务院学位委员会委员
- 红十字会与红新月会国际联合会副会长

## 荣誉
- 1990年，获上海市“银蛇”奖一等奖、霍英东教育基金；
- 1991年，被评为上海市优秀青年教师；
- 1992年，被中华全国总工会授予“全国优秀工作者”称号和“五一劳动奖章”；
- 1993年，获国家科委863计划先进工作者三等奖，首届“中青年医学科技之星”称号，“上海高校优秀青年教师”；
- 1994年，获国家杰出青年科学奖，第二届“中国青年科学家奖”（生命科学），上海市医学荣誉奖，上海市“高教精英”荣誉称号；
- 1995年，被国务院授予“全国先进工作者”称号；
- 1996年，获年度“何梁何利基金”科学技术奖；
- 1997年，获法国“全国抗癌联盟”的卢瓦兹癌症研究大奖，被意大利热那亚大学授予名誉博士学位，获上海市医学科技贡献奖；
- 1999年，获“长江学者”成就奖一等奖，同时被教育部聘为“长江学者奖励计划”特聘教授；
- 2001年，获中华人民共和国“国家自然科学二等奖”；
- 2002年，获得法國政府颁发的骑士级“法國榮譽軍團勳章”；
- 2005年，被香港大學授予名誉科学博士学位。
- 2012年，被美国明尼苏达大学授予荣誉博士学位。
- 2012年，获得军官级“法国荣誉军团勋章”[15]。
- 2013年，当选为英国皇家学会会员。
- 2014年，被瑞典卡罗琳学院授予荣誉医学博士学位。
- 2016年，在哥伦比亚大学第262届毕业典礼被授予名誉科学博士学位。
- 2016年，被授予美国血液学会（ASH）颁发的本年度欧尼斯特·博特勒奖（临床科学部分）。同时获奖的还有巴黎圣路易医院的Hugues de Thé教授（基础科学部分）

陈竺还是世界科学院院士、欧洲科学院外籍院士、美国国家科学院外籍院士、法国科学院院士、欧洲艺术、科学和人文学院院士、意大利热那亚大学名誉教授。